# Trollfossen
Trollfossen is een waterval bij een van de beroemdste wegen van Noorwegen, de Trollstigen (trollenroute). De waterval is gelegen nabij het Romsdal en is onderdeel van de gemeente Rauma in de provincie Møre og Romsdal in Noorwegen. 
De Trollfossen is gelegen in de rivier de Tverelva en valt over een hoogte van 280 meter naar beneden. Naast de Trollfossen bevindt zich nog een andere waterval genaamd Stigfossen.